# 블랙넛
블랙넛(Black Nut, 본명: 김대웅, 1989년 1월 1일 ~ )은 대한민국의 래퍼이다. 저스트뮤직 소속이며, 2016년 경 저스트뮤직 임시 사장으로 선임되기도 하였다. 또한 같은 레이블 소속 래퍼인 JIMMY PAIGE과 함께 2인조 알앤비 그룹인 실키보이즈에서 활동하고 있다. 현재는 둘 다 저스트 뮤직 탈퇴 상태.
초창기에는 소울 커넥션의 멤버였으나 탈퇴 후 인터넷 커뮤니티에서 BBK SAUNDS라는 크루를 결성하여 김좆키라는 닉네임으로 김폭딸과 함께 김콤비라는 팀으로 보이스웨어를 이용한 랩으로 활동하는 콘셉트를 유지했다. 이후 'MC기형아'라는 이름으로 힙합 커뮤니티 사이트에서 활동하였는데, 리스너들 사이에서 신선한 펀치라인으로 엄청난 호응을 얻었다. 그 후, 다시 소울 커넥션 시절에 사용하던 '블랙넛(Black Nut)'이라는 랩네임으로 복귀, 스윙스의 권유로 저스트뮤직에 들어가게 된다. 2014년 8월 21일 발매된 싱글 빈지노는 멜론 인기 차트 30위권까지 오르기까지 했다. 또한, 2015년 9월에 발표한 '가가라이브'는 19세 미만 청취불가임에도 차트 1위에 그 이름을 올리기도 했다. 《Show Me The Money 4》 출연으로 화제가 되었는데 여러 논란에 휩싸였으나 뛰어난 실력으로 주목을 받았다.

## 이슈
쇼미더머니4 1차 오디션에서 하의 탈의를 해 논란이 일었지만 하의 탈의 장면에서 팬티를 가린 채 방송하였다.
일베저장소 회원 논란이 있지만 본인은 부인하였으며 실제로 MC기형아 시절 '내 고향 전주'와 '호모'에서 각각 전라도에 관련된 가사와 노무현 전 대통령의 육성으로 인해 일베 회원 의혹이 불거진 바가 있다. 이후 Part.2에서 "내가 일베하는거 봤냐 이 XX놈아 나랑 말 섞어본 적도 없음 XX 좀 마"라며 이 의혹에 대해 반박하였다.
그를 옹호하는 측은 미국의 인기 랩퍼 에미넴의 엉덩이 부위 노출, 각종 수위높은 디스랩, 이슈적 행동과 비교하기도 하며, 비판하는 측은 여성혐오적이고 반사회적이라며 비판한다.
2017년 4월 발표한 저스트뮤직의 컴필레이션 앨범 '우리효과' 수록곡 '투 리얼(Too Real)', '인디고 차일드(Indigo Child)'에서 "걍 가볍게 XX 물론 이번엔 키디비 아냐 줘도 안 XXX 니 XXXXX는 걔네 면상 딱 액면가가 울 엄마의 쉰 김치 꺼져 부르기 전에 security", "솔직히 난 키디비 사진보고 X쳐봤지 물론 보기 전이지 언프리티"라는 키디비에 성적 모욕감을 주는 가사가 담겨져 논란이 일었다. 또 블랙넛의 'po'에서도 "넘버원이여 내겐 아무도 못 당해 마치 키디비의 가슴처럼 우뚝 솟았네"라는 가사도 마찬가지. 이어 2016년과 2017년에 있었던 네 차례의 공연에서 키디비의 이름을 언급하며 성적인 의미가 담긴 퍼포먼스 펼친 혐의에 대하여 모욕죄로 불구속기소된 블랙넛은 "표현의 자유는 헌법상 국민의 중요한 권리로 두텁게 보호돼야 하지만 타인의 인격권을 침해하면서까지 보호해야 하는 것은 아니다"라고 판시하면서 징역 6개월, 집행유예 2년, 사회봉사 160시간을 선고받고 2019년 12월 12일 대법원에서 상고기각으로 판결이 확정되었다.

## 음반 목록

### 믹스테잎
- 기형 (Unoffical Mixtape)

1. since 2007
2. 넌 뒤졌네
3. 1000
4. WOW
5. 돈이 많다 난 (Feat. 천재노창)
6. 숨이 차
7. 두 얼간이 (Feat. Nuttyverse)
8. 외출하기 전
9. 여자 사귀고 싶다
10. Smoke n Drink (Feat. 천재노창)
11. Sex
12. 물오징어
13. Bad VOGUE (With 천재노창)
14. 5 O'Clock
15. 금요일 밤
16. 노지노 - 돌아왔음 좋겠어 (With Black Nut) (Bonus Track)

- 기형아 (Malformed) Unofficial Mixtape

1. 졸업앨범
2. 기형아가 만난 걸레
3. 꽃뱀들에게
4. 바닐라 향기가 나
5. 내 고향 전주
6. Jazi (Feat. 홍어왕 낙도)
7. 섹스하고 싶어요..
8. 나만 미워해 / 라임놀이
9. 두려워
10. 펀치라인 애비
11. 892
12. 번개 (Feat. 노지노)
13. 친구 엄마
14. 열등감
15. 호모
16. 브레인 데미쥐 2 (Feat. 노지노)
17. 내가 할 수 있는 건
18. 우동 먹으면서
19. 박느노느기형아 (Feat. 박느님, 노지노) (Bonus Track)

### 싱글
| 앨범 | 앨범 정보                                | 트랙 리스트                                             |
| ---- | ---------------------------------------- | ------------------------------------------------------- |
| 1    | 《100》 - 발매일 : 2014년 8월 8일        | 1. 100                                                  |
| 2    | 《빈지노》 - 발매일 : 2014년 8월 21일    | 1. 빈지노                                               |
| 3    | 《No Diss》 - 발매일 : 2015년 6월 12일   | 1. Higher Than E-Sens 2. 배치기                         |
| 4    | 《가가라이브》 - 발매일 : 2015년 9월 8일 | 1. 가가라이브 (Feat. 175.211.*.*) 2. 가가라이브 (Inst.) |
| 5    | 《ㅍㅍㅍ》 - 발매일 : 2016년 3월 31일    | 1. 펀치라인 애비 2 2. Part 2 3. 8만원 (2015. 3.)        |

### 참여 음반
- 2008년 8월 - 정규 《매슬로 - Mr. kim(Reissue Edition)》- 〈Rapsody〉 with 소울 커넥션 All Members
- 2012년 11월 - 정규 《그랜드픽스 - Eclipse : Lunar To Solar》- 〈폼나〉 with 그랜드픽스
- 2012년 12월 - 정규 《기리보이 - 치명적인 앨범 II》- 〈밤이필요해〉 with 기리보이
- 2012년 12월 - 비정규 《Still PM - Mexy tracks》- 〈Work For〉with Still PM
- 2013년 2월 - 비정규 《스윙스 - Swings #1 Mixtape Vol. II》- 〈양아치〉 with 스윙스, 기리보이
- 2013년 2월 - 비정규 《스윙스 - Swings #1 Mixtape Vol. II》- 〈Still Not Over〉 with 스윙스, 천재노창
- 2013년 2월 - 비정규 《스윙스 - Swings #1 Mixtape Vol. II》- 〈찢어〉 with 스윙스
- 2013년 7월 - 정규 《모로토브 - MOLOTOV COCKTAIL》- 〈Watch out (Reprise)〉 with 스윙스, 어글리덕, DJ Hood
- 2014년 10월 - 정규 《스윙스 - Vintage Swings》- 〈괜찮냐?〉 with 스윙스, 기리보이
- 2014년 10월 - 정규 《스윙스 - Vintage Swings》- 〈양아치 2014〉 with 스윙스, 기리보이
- 2014년 12월 - 비정규 싱글 《술탄 오브 더 디스코 - 웨ㅔㅔㅔㅔ》- 〈웨ㅔㅔㅔㅔ〉 with 술탄 오브 더 디스코
- 2015년 2월 - EP 《바스코 - Code Name : 211》- 〈DON (JM Remix)〉 with C JAMM, Swings, 그냥노창
- 2015년 3월 - 정규 《기리보이 - 2집 성인식》- 〈마치 짜기라도 한 듯이〉 with 기리보이, 씨잼
- 2015년 5월 - 싱글 《임슬옹 - NORMAL》- 〈Mood Swing〉 with 임슬옹
- 2015년 8월 -《쇼미더머니 4 Episode 2》-〈My Zone〉 with 마이크로닷, 베이식
- 2015년 8월 - 《쇼미더머니 4 Episode 4》- 〈M.I.L.E〉 with 버벌진트, 산이
- 2015년 8월 - 《쇼미더머니 4 Episode 5》- 〈내가 할 수 있는 건〉 with 제시
- 2015년 10월 - 싱글 《수퍼비 - 냉탕에 상어》- 〈냉탕에 상어〉 with 수퍼비
- 2015년 11월 - 정규 《버벌진트 - GO HARD Part 1 : 양가치》- 〈보통사람〉 with 버벌진트
- 2015년 12월 - 믹스테잎 《스윙스 - Levitate》- 〈Watch〉 with 스윙스
- 2016년 1월 - 정규 《저스트뮤직 컴필레이션 앨범 선공개 곡》 - 〈Indigo Child〉 with 바스코, 씨잼, 천재노창
- 2016년 5월 - 정규 《빈지노 - 12》- 〈토요일의 끝에서〉 with 빈지노
- 2016년 11월 - EP 《한요한 - 기타 멘 무사시》- 〈초사이언〉 with 한요한
- 2017년 4월 - 정규 《저스트뮤직 컴필레이션 앨범 - 우리효과 (We Effect)》
- 2017년 8월 - EP 《키드밀리 - Maiden Voyage Ⅱ》 - 〈Honmono〉 with 키드밀리
- 2017년 9월 - 비정규 《홈보이 - 헨즈클럽》
- 2018년 2월 - 싱글 《실키보이즈 - HOP ON》
- 2018년 5월 - EP 《실키보이즈 - VOLUME ONE》
- 2018년 6월 - 정규 《저스트뮤직 컴필레이션 앨범 - Series》
- 2018년 7월 - 정규 《노엘 - DOUBLEONOEL》 - 〈Damn!〉 with 노엘
- 2019년 2월 - 싱글 《IMJMWDP - IMJMWDP》 - 〈IMJMWDP〉 with 기리보이, 노엘, 영비, 오션검, 윤훼이, 저스디스, 재키와이, 키드밀리, 한요한, 스윙스
- 2019년 6월 - 비정규 《존오버 - Dirty Messiah》 - 〈Bless U〉 with 존오버
- 2020년 12월 - 싱글 《실키보이즈 - that's fine》 with 지미페이지
- 2021년 5월 - 싱글 《실키보이즈 - BOMAYE》 with 지미페이지
- 2023년 2월 - 싱글 《실키보이즈 - THE JAB PACK Pt. 1》 with 지미페이지

## 방송 출연
- 2013년 Mnet 《쇼미더머니2》- 참가자
- 2015년 Mnet 《쇼미더머니4》- 참가자